# Broler
Broler is een historisch merk van motorfietsen.
De bedrijfsnaam was Brooks, Tasler & Cox, later Broler Motors, Narborough (Leicestershire). 
Het was een klein Brits merk dat in 1920 op de markt kwam met motorfietsen met een eigen 349cc-driepoorts-tweetaktmotor. De verkoopslogan was "You will never tire a Broler". 
De verkoop liep niet als verwacht en het bedrijf veranderde de naam in "Broler Motors" om de motor als inbouwmotor aan andere merken te verkopen. De meeste merken kochten hun tweetaktmotoren echter bij Villiers en er waren er maar een paar (Vasco in Southall, Spartan in Nottingham en MPH in Birmingham) die de Broler-motor korte tijd gebruikten. In 1922 eindigde de productie bij Broler Works. 